# Ctenomys knighti
Туко-туко Катамарки (Ctenomys knighti) — вид гризунів родини тукотукових, що зустрічається від гір провінції Ла Ріоха до півночі провінції Сальта, Аргентина на висотах 2000 м і вище над рівнем моря. Основна ж частина ареалу знаходиться в провінції Катамарка. Мешкає на високогірних луках.

## Загрози та збереження
Втрата місць проживання у зв'язку з розширенням площ сільського господарства, у вигляді картоплевих насаджень, є загрозою для цього виду. Проживає на території парку Кампо-де-лос-Алісос.